# 드라마 목록
다음은 드라마에 관한 목록이다.

## 나라별 목록
- 일본의 드라마 목록
- 대한민국의 드라마 목록
- 중화인민공화국의 드라마 목록
- 중화민국의 드라마 목록
- 미국의 드라마 목록
- 영국의 드라마 목록

## 매체별 목록
- 텔레비전 드라마 목록
- 드라마 영화 목록